# Região Geográfica Imediata de Governador Valadares
A Região Geográfica Imediata de Governador Valadares é uma das 70 regiões geográficas imediatas do Estado de Minas Gerais e uma das quatro regiões geográficas imediatas que compõem a Região Geográfica Intermediária de Governador Valadares. Criada em 2017 pelo IBGE, a região é composta por 26 municípios, sendo o município de Governador Valadares o mais populoso com uma população de 257 171 habitantes.

## Municípios
| Município               | População (censo 2022) | Área          | Fonte  |
| ----------------------- | ---------------------- | ------------- | ------ |
| Alpercata               | 6 903                  | 166,972 km²   | [ 3 ]  |
| Capitão Andrade         | 4 585                  | 279,088 km²   | [ 4 ]  |
| Conselheiro Pena        | 20 824                 | 1 483,883 km² | [ 5 ]  |
| Coroaci                 | 10 884                 | 576,274 km²   | [ 6 ]  |
| Divino das Laranjeiras  | 4 178                  | 342,249 km²   | [ 7 ]  |
| Engenheiro Caldas       | 13 622                 | 187,058 km²   | [ 8 ]  |
| Fernandes Tourinho      | 2 789                  | 151,875 km²   | [ 9 ]  |
| Frei Inocêncio          | 8 226                  | 469,557 km²   | [ 10 ] |
| Galileia                | 6 222                  | 720,303 km²   | [ 11 ] |
| Goiabeira               | 2 830                  | 112,443 km²   | [ 12 ] |
| Gonzaga                 | 5 230                  | 209,348 km²   | [ 13 ] |
| Governador Valadares    | 257 171                | 2 342,376 km² | [ 2 ]  |
| Itanhomi                | 11 128                 | 488,843 km²   | [ 14 ] |
| Jampruca                | 4 296                  | 517,095 km²   | [ 15 ] |
| Marilac                 | 4 224                  | 158,809 km²   | [ 16 ] |
| Mathias Lobato          | 3 038                  | 172,297 km²   | [ 17 ] |
| Nacip Raydan            | 2 459                  | 233,493 km²   | [ 18 ] |
| Santa Efigênia de Minas | 4 039                  | 131,965 km²   | [ 19 ] |
| São Geraldo da Piedade  | 3 305                  | 152,336 km²   | [ 20 ] |
| São Geraldo do Baixio   | 3 143                  | 280,954 km²   | [ 21 ] |
| São José da Safira      | 3 806                  | 213,881 km²   | [ 22 ] |
| Sardoá                  | 5 104                  | 141,904 km²   | [ 23 ] |
| Sobrália                | 5 137                  | 206,787 km²   | [ 24 ] |
| Tarumirim               | 14 709                 | 731,753 km²   | [ 25 ] |
| Tumiritinga             | 5 886                  | 500,073 km²   | [ 26 ] |
| Virgolândia             | 4 552                  | 281,022 km²   | [ 27 ] |